# 東京都立小児総合医療センター
東京都立小児総合医療センター（とうきょうとりつしょうにそうごういりょうせんたー）は、東京都府中市にある医療機関。地方独立行政法人東京都立病院機構が運営する病院である。東京都立清瀬小児病院、東京都立八王子小児病院、東京都立梅ヶ丘病院(精神科)、東京都立府中病院小児科の4つの都立病院を統合し、「東京都のこども病院」として、東京都立多摩総合医療センターと同じ敷地内に開設された。
多摩総合医療センターと一体的に、災害拠点病院、総合周産期母子医療センター、小児救命救急センターの指定を受ける。

## 沿革
新病院発足前の各病院の沿革については、それぞれの病院の項目を参照のこと。
- 2010年
  - 3月1日 - 東京都立小児総合医療センター発足。
  - 4月1日 - 東京都立多摩総合医療センターと一体的に、総合周産期母子医療センターの指定を受ける[2]。
- 2022年
  - 7月1日 - 東京都病院経営本部から独立行政法人東京都立病院機構に移行。

## 診療科
| 総合診療部 - 総合診療科 - 心療小児科 からだの専門診療部 - 循環器科 - 内分泌・代謝科 - 血液腫瘍科 - 腎臓内科 - 神経内科 - 呼吸器科 - 結核科 - 感染症科 - アレルギー科 - 臨床遺伝科 - 外科 | - 消化器科 - 心臓外科 - 泌尿器科 - 整形外科 - 形成外科 - 脳神経外科 - 眼科 - 耳鼻咽喉科 - 皮膚科 - 小児歯科 - 矯正歯科 - 臓器移植科 - 検査科 - 診療放射線科 - 麻酔科 | こころの専門診療部 - 児童・思春期精神科 救命救急・集中治療部 - 救命救急科 - 集中治療科 総合周産期母子医療センター - 新生児科 子ども・家族支援部門 - リハビリテーション科 - 心理・福祉科 - 育成科 |

## 院内学級
清瀬小児病院・梅ヶ丘病院に設置されていた院内学級（東京都立久留米特別支援学校清瀬分教室、東京都立青鳥特別支援学校梅ヶ丘分教室）は、それぞれ病院統合に合わせて府中へ移転し、2010年4月から東京都立久留米特別支援学校府中分教室へ組織変更した。
からだの専門診療部に入院中の児童・生徒を対象とする「わかば教室」、こころの専門診療部に入院中の児童・生徒を対象とする「ひだまり教室」がある。
2012年度からは、隣接する東京都立武蔵台学園の分教室（東京都立武蔵台学園府中分教室）となった。なお、東京都立久留米特別支援学校はその後、東京都立光明特別支援学校と統合されて東京都立光明学園となった。

## 医療機関の指定等
- 総合周産期母子医療センター
- 東京都災害拠点病院

## 交通アクセス
- JR西国分寺駅より徒歩15分。
- 西国分寺駅・国立駅・国分寺駅・京王線府中駅より京王バスで「総合医療センター」下車。